# 카발레리아 루스티카나

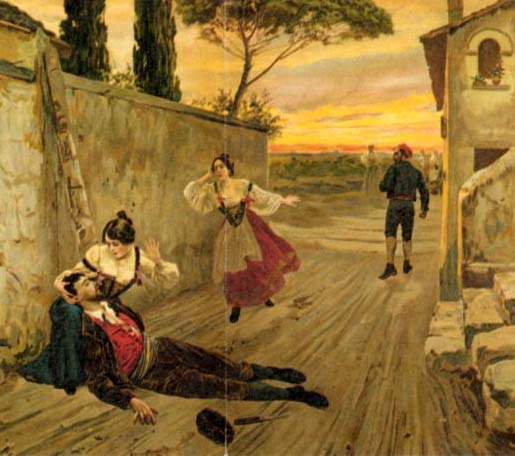

카발레리아 루스티카나(이탈리아어: Cavalleria rusticana, 뜻: 시골 기사도)는 피에트로 마스카니가 작곡한 1막의 오페라이다. 조반니 베르가의 단편 소설을 기초로 조반니 타르조니 토체티와 귀도 메나시가 이탈리아어 대본을 완성하였고, 1890년 5월 17일 로마의 콘스탄치 극장에서 초연되었다. 1893년 이후, 이 오페라는 소위 카브/파브라는 이름으로 루제로 레온카발로의 팔리아치와 함께 공연된다.

## 작품 등장 배경
1888년 7월, 밀라노에서 오페라 작곡 경연대회가 열렸다. 밀라노 음악출판업자 에도아르도 손조뇨(Edoardo Sonzogno)는 이 대회 개최로 이탈리아의 차세대 작곡가를 발굴하고자 했다. 지원은 1막으로 구성된 오페라만 가능했다. 출품작 중 최우수 작품 세 편은 주최측인 손조뇨의 부담으로 로마의 무대에 오를 수 있었다. 당대 유명한 5명의 이탈리아인 비평가와 작곡가가 심사위원이었다.
마스카니는 지원 마감일이 두달 여 남았을 때 대회 소식을 들었다. 작곡을 위해 친구인 죠반니(Giovanni Targioni-Tozzetti)에게 리브레토(오페라 극본)에 대해 문의했다. 당시 죠반니는 리보르노에 있는 이태리 왕립 해군학교에서 문학 교수로 재직하고 있었다. 그는 <카발레리나 루스티카나>(이하 카발레리나)를 택해 오페라화 할 것을 추천했다. <카발레리나>는죠반니 베르가(Giovanni Verga)가 쓴 인기 단편 희곡작품이었다. 죠반니는 친구 귀도 메나시(Guido Menasci)와 함께 리브레토를 손본 뒤 마스카니에게 부분별로 보내주기 시작했다. 때로는 단지 몇 줄의 대사만이 만들어져 우편엽서 뒷 면에 적혀 부쳐졌다.
오페라가 최종 지원된 것은 대회 접수 마감일에 이르러서였다. 마스카니 작품을 포함해 총 73 편의 작품이 접수됐다. 그리고 1890년 3월 5일, 기다리던 결과가 발표됐다. 최우수작으로 선정된 작품은, 스피넬리(Niccola Spinelli)의 <라빌리아(Labilia)>와 페로니(Vincenzo Ferroni)의 <루델로(Rudello)>,그리고 피에트로 마르카니의 <카발레리아 루스티카나>, 이렇게 세 편이었다.
마스카니 작품 외에도 베르가의 문학 작품에 기초해 작곡한 오페라는 같은 대회에 두 편 더 출품된 바 있다. 하나는 가르탈동(Stanislao Gastaldon)의 <말라 파스카(Mala Pasqua)>였는데, 코스탄치(Costanzi) 극장에서 상영할 기회를 제안받게 된 가스탈동은 대회에서 중도 하차했다. 이후 그의 작품은 1890년 4월 9일 초연됐다. 베르가 문학에 기초한 또 하나의 작품은 몬레오네(Domenico Monleone)가 1907년 손조뇨 오페라 경연대회에 출품한 동명의 작품, <카발레리아(Cavalleria rusticana)>였다. 대회에서는 높이 평가받지 못했지만 이후 네덜란드 암스테르담에서 초연한 뒤 이탈리아 토리노까지 이어진 유럽 투어를 통해 인기를 떨친 작품이다.
동일 타이틀 작품의 성공에, 대회 주최측이자 출판업자였던 손조뇨는 마스카니 버전의 흥행수익을 온전히 보장하고자 했다. 이를 위해 법적 조치를 강구해 몬레오네의 동명 오페라가 이탈리아에서 상연 금지되도륵 판결을 받아냈다. 이에 몬레오네는 오페라를 수정해 새로운 리브레토로 작품에 변화를 줬다. 이렇게 탄생한 작품이 <라 죠스트라 데이 팔치(La giostra dei falchi)>(1914)이다.

## 등장인물
- 산투차, 젊은 여소작인; 소프라노
- 투리두, 젊은 농부; 테너
- 루치아, 그의 어머니; 알토
- 알피오, 마부; 바리톤
- 롤라, 그의 아내; 메조소프라노
- 마을 사람들

## 악기편성
플루트3 (3번은 피콜로 겸함), 오보에3, 클라리넷3, 바순3, 호른4, 트럼펫2, 트롬본3, 튜바, 팀파니, 큰북, 작은북, 심벌즈, 탐탐, 종, 오르간, 하프2, 현5부

## 줄거리
- 시칠리아의 한 마을, 교회

### 1막
- 1장:
- 2장:
- 3장:

## 유명한 음악
- 인터메조의 음악이 유명하다.
- "O Lola" (투리두)
- "Il Cavallo Scalpita" (알피오)
- "Regina Coeli" (합창)
- "Voi lo sapete, o mamma" (산투차)
- "Ah! lo vedi, che hai tu detto?" (투리두, 산투차)
- "Ad essi non perdono" (알피오)
- "Viva il vino spumeggiante" (투리두)
- Addio alla madre (투리두)